# Franky Vanhaecke
Franky Vanhaecke (Brugge, 4 september 1954) is een gewezen Belgische voetballer. Hij speelde in het verleden onder meer voor RSC Anderlecht, Cercle Brugge en AA Gent.

## Carrière
Franky Vanhaecke begon te voetballen bij de jeugd van Cercle Brugge. In de terugronde van het seizoen 1971/72 maakte de aanvaller zijn debuut in het eerste elftal van de voetbalvereniging. Het was trainer Urbain Braems die hem in de A-kern had opgenomen. Een jaar later nam Han Grijzenhout het roer over en kreeg Vanhaecke meer speelkansen, maar het was wachten tot het seizoen 1973/74 alvorens hij een vaste waarde werd bij Cercle.
In 1975 kreeg Vanhaecke een transfer naar RSC Anderlecht te pakken. Hij maakte er een van de meest succesvolle periodes uit de geschiedenis van de club mee. In 1976 won paars-wit de Beker van België, de Europacup II en de Europese Supercup. Een seizoen later werd de club vicekampioen en haalde het opnieuw de finale van de Europacup II. Maar Vanhaecke zelf kwam in die twee jaar amper in actie. Ten gevolge van twee operaties aan de knie ging zijn eerste seizoen volledig verloren. Het tweede jaar hield Raymond Goethals hem het ganse jaar op de bank.
Daarom verhuisde Vanhaecke in 1977 naar streekgenoot RWDM. Hij werd er een ploegmaat van onder meer Michel De Wolf en Johan Boskamp. Vanhaecke kreeg bij RWDM meer speelkansen, maar haalde ten gevolge van zijn blessures nooit meer zijn niveau van bij Cercle Brugge en was daardoor geen vaste waarde. Na twee seizoenen hield hij het voor bekeken. Hij verkaste naar tweedeklasser KAA Gent, waar hij regelmatig aan spelen toekwam en goed was voor 15 doelpunten in zijn eerste seizoen. De Buffalo's werden uiteindelijk kampioen, waarna ze terugkeerden naar Eerste Klasse. Uiteindelijk bleef Vanhaecke tot 1981 in Gent.
Nadien speelde hij nog vier seizoenen voor vierdeklasser VW Hamme alvorens in 1986 bij tweedeklasser FC Eeklo te belanden. Vanhaecke werd er met zijn ervaring een belangrijke speler en de club kon zich onder leiding van trainer Johan Ballegeer goed handhaven in Tweede Klasse. In 1991 zette Vanhaecke er bij Eeklo een punt achter. Hij kwam nadien in de lagere reeksen nog enkele jaren uit voor KSK Lovendegem en KSV Jabbeke.

## Statistieken
| Seizoen | Club           | Competitie         | Wed. | Goals |
| ------- | -------------- | ------------------ | ---- | ----- |
| 1971/72 | Cercle Brugge  | Eerste Klasse      | 2    | 1     |
| 1972/73 | Cercle Brugge  | Eerste Klasse      | 16   | 3     |
| 1973/74 | Cercle Brugge  | Eerste Klasse      | 28   | 10    |
| 1974/75 | Cercle Brugge  | Eerste Klasse      | 38   | 13    |
| 1975/76 | RSC Anderlecht | Eerste Klasse      | 1    | 0     |
| 1976/77 | RSC Anderlecht | Eerste Klasse      | 2    | 0     |
| 1977/78 | RWDM           | Eerste Klasse      | 19   | 4     |
| 1978/79 | RWDM           | Eerste Klasse      | 22   | 8     |
| 1979/80 | KAA Gent       | Tweede Klasse      |      | 15    |
| 1980/81 | KAA Gent       | Eerste Klasse      | 11   | 0     |
| 1981/82 | KAA Gent       | Eerste Klasse      | 4    | 0     |
| 1982/83 | VW Hamme       | Vierde Klasse      | 29   | 16    |
| 1983/84 | VW Hamme       | Vierde Klasse      | 30   | 21    |
| 1984/85 | VW Hamme       | Vierde Klasse      | 30   | 28    |
| 1985/86 | VW Hamme       | Vierde Klasse      | 28   | 23    |
| 1986/87 | KFC Eeklo      | Tweede Klasse      | 30   | 21    |
| 1987/88 | KFC Eeklo      | Tweede Klasse      | 29   | 12    |
| 1988/89 | KFC Eeklo      | Tweede Klasse      | 30   | 14    |
| 1989/90 | KFC Eeklo      | Tweede Klasse      | 28   | 11    |
| 1990/91 | KFC Eeklo      | Tweede Klasse      | 26   | 6     |
| 1991/92 | KSK Lovendegem | Eerste Provinciale |      |       |
| 1992/93 | KSV Jabbeke    | Derde Provinciale  |      |       |